# 1. DC Deggendorf
Der 1. DC Deggendorf e.V. ist ein Dartverein aus der großen Kreisstadt Deggendorf in Niederbayern. Seit der Gründung des Vereins im Jahr 2013 nahm er am Spielbetrieb des DVO (Dartverband Ostbayern e.V.) bzw. BDV (Bayerischer Dart-Verband e.V.) teil. Die größten Erfolge konnte der Verein mit dem mehrmaligen Erreichen des DVO-Pokal-Finales sowie dem Aufstieg in die damals zweitklassige Bayernliga erreichen. Zudem wurde der Verein in der Saison 2016/17 ostbayerischer Meister.

## Geschichte

### Erfolgreiche Gründungsjahre (2013–2017)
Am 25. Juni 2013 wurde der 1. DC Deggendorf e.V. im Deggendorfer Stadtteil Mietraching gegründet. Mit einem eigenen Vereinsraum im Gasthaus Tannerbauer bestand von Beginn an eine professionelle Heimspielstätte. Zur Spielzeit 2013/14 konnte der neu formierte Dartclub in der Kreisliga Straubing des Dartverbandes Ostbayern sein erstes Pflichtspiel bestreiten. Am Ende dieser Spielzeit stand der Verein auf dem 1. Tabellenplatz und stieg in die Bezirksliga auf.
In der Saison 2014/15 konnte erneut den Aufstieg perfekt machen und das Finale des DVO-Pokals erreichen, wo man sich dem amtierenden bayerischen Meister aus Essenbach mit 7:8 geschlagen geben musste.
Ab der Saison 2015/16 beschloss man, mit zwei Mannschaften am Spielbetrieb des DVO teilzunehmen. Die 1. Mannschaft ging in der Bezirksoberliga Nord an den Start und stieg ohne eine Niederlage in die Verbandsliga auf. Die neu formierte 2. Mannschaft ging in der Kreisliga Straubing an den Start und erreichte mit dem 2. Platz die Aufstiegsrelegation, welche man gegen den DC Kelheim III gewann. Im DVO-Pokal konnte die „Erste“ das Viertelfinale erreichen.
Auch in der Saison 2016/17 gelang der „Ersten“ ohne einzige Niederlage der Aufstieg in die Landesliga. Da es sich bei der Verbandsliga um die höchste Liga des Dartverbands Ostbayern handelte, bekam man zusätzlich den Titel des Ostbayerischen Mannschaftsmeisters zugesprochen. Im Pokal konnte man sich erneut für das Finale qualifizieren, in welchem man erneut gegen Essenbach verlor. Die 2. Mannschaft ging in dieser Saison in der Bezirksliga Nord an den Start und konnte den 2. Tabellenplatz erreichen. Erstmals seit Gründung ging der DC Deggendorf auch mit einer 3. Mannschaft an den Start, welche sich in der neu formierten Kreisliga Straubing den 4. Platz sicherte.

### DC Deggendorf auf Landesebene (2017–2020)
In der Saison 2017/18 nahm erstmals ein Team des DC Deggendorf in einer Liga des Bayerischen Dartverbands teil. Die 1. Mannschaft ging dabei in der Landesliga Süd an den Start und konnte als Neuling auf Landesebene sensationell den 1. Platz erreichen und sich somit sportlich für die höchste Liga des BDV, die Bayernliga, qualifizieren. Ebenfalls konnte man im zweiten Jahr in Folge und zum dritten Mal insgesamt in das Finale des DVO-Pokals einziehen. Dort traf man wie bereits in den Finals zuvor erneut auf DT Essenbach. Konnte man das Finale in den Jahren zuvor noch knapp gestalten, so musste man sich jedoch im dritten Aufeinandertreffen eindeutig mit 1:14 geschlagen geben. Der DCD II ging in der Bezirksoberliga Nord an den Start und konnte dabei einen hervorragenden 2. Platz erreichen. Zusätzlich erreichte man das Achtelfinale im DVO-Pokal, sodass in diesem Jahr 2 Teams aus Deggendorf unter den 16 besten Pokalmannschaften Ostbayerns vertreten waren. Die 3. Mannschaft ging wie schon im Vorjahr in der Kreisliga an den Start und konnte sich mit dem 3. Platz im Vergleich zum Vorjahr verbessern.
In der Saison 2018/19 ging die 1. Mannschaft in der höchsten Spielklasse des BDV an den Start. Die Bayernliga stellte zu diesem Zeitpunkt die zweithöchste Liga auf Mannschaftsebene im deutschen Dartsport dar. Anders als in den Jahren seit Gründung des Vereins war man somit nicht mehr Anwärter auf den Aufstieg, sondern musste Punkte für den Klassenerhalt sammeln. Am Ende der Saison stand der 6. Platz in der Tabelle zu Buche. Im DVO-Pokal erreichte man zudem das Halbfinale, das man gegen den späteren Pokalsieger DC Torpedos knapp mit 7:8 verlor. Die 2. Mannschaft ging in der Bezirksoberliga Nord mit dem Ziel des Klassenerhalts an den Start, welcher mit dem 6. Platz in der Endabrechnung erreicht wurde. Im dritten Anlauf schaffte die 3. Mannschaft in der Kreisliga Deggendorf den Sprung an die Tabellenspitze und sicherte sich somit den Aufstieg in die Bezirksliga. Zudem sorgte man für eine große Überraschung, indem man als Kreisligist das Viertelfinale des DVO-Pokals erreichen konnte.
Die Saison 2019/20 stand im Schatten der COVID-Pandemie. Die 1. Mannschaft musste die Saison in der Bayernliga nach 12 Spielen auf dem 6. Platz beenden, nachdem kein geregelter Spielbetrieb mehr möglich war. Die Reserve konnte nach 9 Spieltagen den 2. Platz der Bezirksoberliga Nord erreichen, bevor die Saison ebenfalls wegen der Pandemie ihr Ende fand. Gleich erging es der 3. Mannschaft, die in der Bezirksliga Nord nach 9 Spieltagen auf einem respektablen 4. Platz rangierte. Im DVO-Pokal konnte die 1. Mannschaft das Viertelfinale erreichen, ihr Spiel gegen den DC Passau jedoch wegen Aussetzung des Spielbetriebs nicht mehr bestreiten. Die beiden anderen Teams erreichten jeweils das Achtelfinale, sodass alle 3 Mannschaften unter den TOP 16 Pokalmannschaften Ostbayerns standen.

### Corona-Pandemie & Rückschritt (2020-heute)
In der Saison 2020/21 trat aufgrund der noch immer anhaltenden Corona-Pandemie keine Mannschaft zu einem offiziellen Spiel an, nachdem sich die pandemische Lage etwas entspannt hatte, wurde zur Saison 2021/22 eine Mannschaft in der Bezirksliga Nord des Dartverbands Ostbayern gemeldet. Da sich die Situation während der Spielzeit wieder verschärfte, konnten lediglich 8 Spiele gespielt und der 3. Tabellenplatz gesichert werden. Der Pokalwettbewerb des DVO war für die Saison ausgesetzt.
Zur Saison 2022/23 stellte sich der DC Deggendorf in Bezug auf die Mannschaften neu auf. Es wurden zwei Mannschaften im Spielbetrieb des DVO gemeldet. Die neu formierte 1. Mannschaft spielte in der Bezirksoberliga, die 2. Mannschaft in der neu geschaffenen Kreisliga. In beiden Spielklassen gelang kein Aufstieg. Beide Teams erreichten wegen der schlechteren Spiele-Differenz nur den zweiten Platz.
In der Saison 2023/24 konnte die 2. Mannschaft die Bezirksklasse Nachrücken. Die 1. Mannschaft erreichte den 5. Platz, die 2. Mannschaft den 4. Platz. Im Pokalwettbewerb schieden die Mannschaften in der ersten und zweiten Runde aus.
Aufgrund eines starken Mitgliederzuwachses, vor allem im aktiven Bereich konnte der DC Deggendorf in der Saison 2024/25 erstmals seit Gründung mit 4 Mannschaften am offiziellen Ligabetrieb teilnehmen. Die 1. Mannschaft scheiterte knapp am Aufstieg und erreichte am Ende den 2. Tabellenplatz. Die Reserve erreichte in der Bezirksliga den 4. Platz und die 3. Mannschaft beendete die Bezirksklassen-Saison auf dem 6. Platz. Die neuformierte 4. Mannschaft rangierte am Ende der Spielzeit auf dem 5. Tabellenplatz. Im Pokalwettbewerb nahm der Verein mit zwei Mannschaften teil. Beide Teams schieden bereits in der 2. Runde aus.

## Erfolge
- DVO-Pokalfinalist: 2015, 2017, 2018[2][3]
- Ostbayerischer Meister: 2016/17[4]
- Teilnehmer Bayernliga (2. Liga): 2018/19, 2019/20[5][6]

## Spielzeiten
| 1. DC Deggendorf | 1. DC Deggendorf | 1. DC Deggendorf | 1. DC Deggendorf | 1. DC Deggendorf |
| Saison           | Liga             | Klasse           | Platzierung      | Pokal            |
| ---------------- | ---------------- | ---------------- | ---------------- | ---------------- |
| 2013/14          | Kreisliga        | VI               | 1. Platz ↑       | 2. Runde         |
| 2014/15          | Bezirksliga      | V                | 1. Platz ↑       | Finale           |
| 2015/16          | Bezirksoberliga  | IV               | 1. Platz ↑       | Viertelfinale    |
| 2016/17          | Verbandsliga     | IV               | 1. Platz ↑       | Finale           |
| 2017/18          | Landesliga       | III              | 1. Platz ↑       | Finale           |
| 2018/19          | Bayernliga       | II               | 6. Platz         | Halbfinale       |
| 2019/20          | Bayernliga       | II               | 6. Platz         | Viertelfinale    |
| 2021/22          | Bezirksliga      | VI               | 3. Platz         | ---              |
| 2022/23          | Bezirksoberliga  | VI               | 2. Platz         | 1. Runde         |
| 2023/24          | Bezirksoberliga  | VI               | 5. Platz         | 2. Runde         |
| 2024/25          | Bezirksoberliga  | VI               | 2. Platz         | 2. Runde         |

| 1. DC Deggendorf II | 1. DC Deggendorf II | 1. DC Deggendorf II | 1. DC Deggendorf II | 1. DC Deggendorf II |
| Saison              | Liga                | Klasse              | Platzierung         | Pokal               |
| ------------------- | ------------------- | ------------------- | ------------------- | ------------------- |
| 2015/16             | Kreisliga           | VII                 | 2. Platz ↑          | 1. Runde            |
| 2016/17             | Bezirksliga         | VI                  | 2. Platz ↑          | 1. Runde            |
| 2017/18             | Bezirksoberliga     | V                   | 2. Platz            | Achtelfinale        |
| 2018/19             | Bezirksoberliga     | VI                  | 6. Platz            | 2. Runde            |
| 2019/20             | Bezirksoberliga     | V                   | 2. Platz            | Achtelfinale        |
| 2022/23             | Kreisliga           | IX                  | 2. Platz ↑          | 2. Runde            |
| 2023/24             | Bezirksklasse       | VIII                | 4. Platz            | 1. Runde            |
| 2024/25             | Bezirksliga         | VII                 | 4. Platz            | 2. Runde            |

| 1. DC Deggendorf III | 1. DC Deggendorf III | 1. DC Deggendorf III | 1. DC Deggendorf III | 1. DC Deggendorf III |
| Saison               | Liga                 | Klasse               | Platzierung          | Pokal                |
| -------------------- | -------------------- | -------------------- | -------------------- | -------------------- |
| 2016/17              | Kreisliga            | VII                  | 4. Platz             | 1. Runde             |
| 2017/18              | Kreisliga            | VII                  | 3. Platz             | 2. Runde             |
| 2018/19              | Kreisliga            | VII                  | 1. Platz ↑           | Viertelfinale        |
| 2019/20              | Bezirksliga          | VI                   | 4. Platz             | Achtelfinale         |
| 2024/25              | Bezirksklasse        | VIII                 | 6. Platz             | ---                  |

| 1. DC Deggendorf IV | 1. DC Deggendorf IV | 1. DC Deggendorf IV | 1. DC Deggendorf IV | 1. DC Deggendorf IV |
| Saison              | Liga                | Klasse              | Platzierung         | Pokal               |
| ------------------- | ------------------- | ------------------- | ------------------- | ------------------- |
| 2024/25             | Kreisliga           | IX                  | 5. Platz            | ---                 |

## Vereinswappen

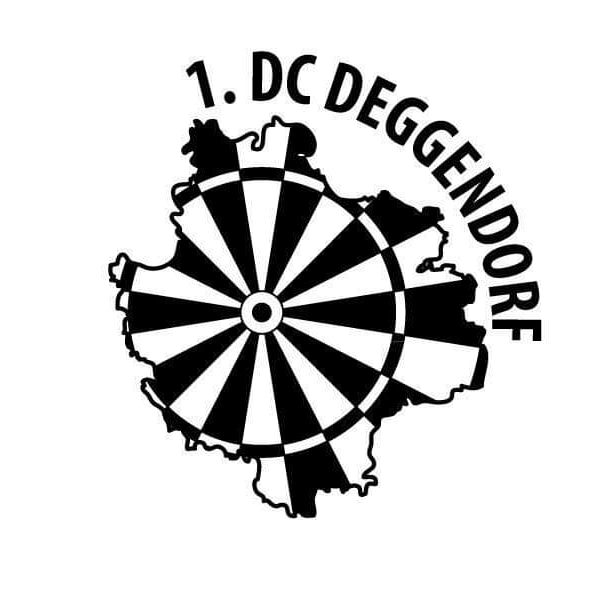
Logo des Vereins seit 2013

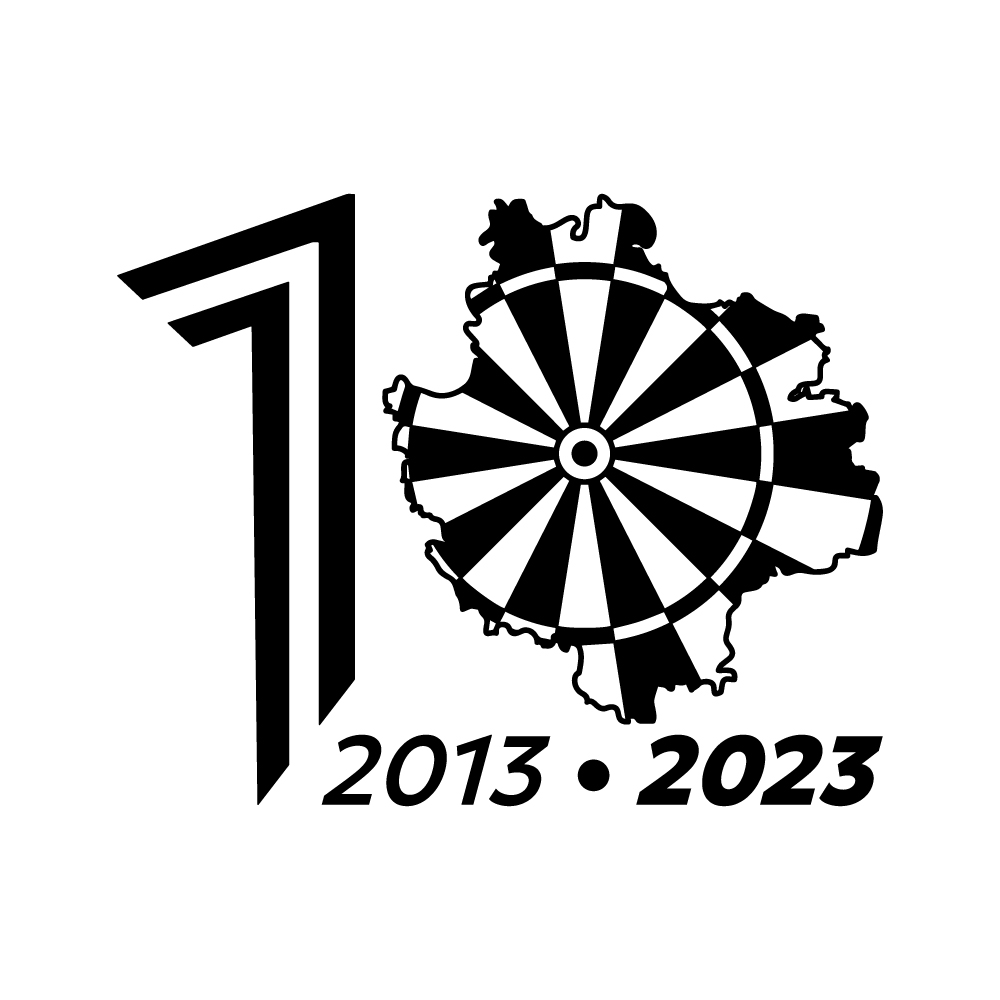
Jubiläumslogo des DC Deggendorf von 2023

Das Logo des Vereins zeigt im Umriss den Landkreis Deggendorf. Darin befinden sich schwarze und weiße Segmente, die die Vereinsfarben sowie ein Dartboard symbolisieren. Die Form des Wappens soll die Verbundenheit der Mannschaft mit dem Landkreis widerspiegeln. Anlässlich des 10-jährigen Vereinsjubiläums wurde 2023 ein Jubiläumslogo vorgestellt, welches für die Saison 2023/24 vorgesehen war. Beim Jubiläumslogo ist dem Standard-Wappen eine abstrakte Ziffer „1“ vorangestellt, wodurch assoziiert wird, dass der Umriss des Landkreises für eine Null steht. Der Schriftzug 1. DC Deggendorf wurde hierbei weggelassen. Zusätzlich wurde die Dekade seit Gründung des Vereins unterhalb des eigentlichen Wappens verewigt (2013–2023).

## Belege
1. 1 2 3 4 5 6  Chronik | 1. DC Deggendorf e.V. Abgerufen am 20. Juni 2023.
2. ↑  nuLiga Dart – Staffel Ostbayern Pokal 2017/18. Abgerufen am 20. Juni 2023.
3. ↑  nuLiga Dart – Staffel Ostbayern Pokal 2016/17. Abgerufen am 20. Juni 2023.
4. ↑  nuLiga Dart – Staffel Ostbayerischer Meister 2016/17. Abgerufen am 20. Juni 2023.
5. ↑  nuLiga Dart – Staffel. Abgerufen am 20. Juni 2023.
6. ↑  nuLiga Dart – Staffel. Abgerufen am 20. Juni 2023.
7. 1 2 3  nuLiga BDV. Abgerufen am 20. Juni 2023.